# رابرت مولر
رابرت سوان مولر سوم (انگلیسی: Robert Swan Mueller III؛ زادهٔ ۷ اوت ۱۹۴۴) مشهور به رابرت مولر (به انگلیسی: Robert Mueller)، یک سیاست‌مدار اهل ایالات متحده آمریکا و ششمین مدیر اجرایی اف‌بی‌آی از سال ۲۰۰۱ تا ۲۰۱۳ بوده‌است. او جمهوری‌خواهی است که توسط جرج بوش به مدت ده سال، و با تمدید دو سالهٔ باراک اوباما به این سمت گماشته و مشغول خدمت بوده‌است. او پس از جی ادگار به عنوان طولانی‌ترین خدمتگذاران در مدیران اف‌بی‌آی شناخته می‌شود.
او فارغ‌التحصیل دانشگاه پرینستون است و در جنگ ویتنام در سپاه تفنگداران دریایی ایالات متحده مشغول خدمت بوده و دارای نشان ستاره برنزی و پرپل هارت است. او در سال ۱۹۷۳، پس از فارغ‌التحصیلی از دانشکده حقوق ویرجینیا به مدت ۳ سال کار در شرکت‌های خصوصی حوزه سانفرانسیسکو پرداخت و پس از آن در همان شهر به معاونت دادستانی ایالات متحده انتخاب شد. وی قبل از انتخاب به عنوان مدیر اف‌بی‌آی، به عنوان معاونت دادستانی در بخش جنایی و قائم‌مقامی دادستان کل ایالات متحده آمریکا مشغول به خدمت بوده‌است.

## دادستان تحقیقات مداخله روسیه
رابرت مولر در سال ۲۰۱۷ به عنوان دادستان ویژه تحقیقات مداخله روسیه در انتخابات آمریکا منصوب شد. تحقیقات مولر در سال ۲۰۱۹ پایان یافت. نتیجه تحقیقات تبرئه دونالد ترامپ از اتهام تبانی با روسیه و مسکوت ماندن اتهام او با عنوان «برهم زدن روند قضایی» است.